# Gènere (sociologia)
|  | No s'ha de confondre amb sexe. |

Representació simbòlica dels dos gèneres tradicionals en la cosmovisió occidental: el masculí i el femení.

El gènere és, en sociologia i ciències socials, una categoria analítica que es refereix al procés de construcció social i cultural del que s'entén com a femení i masculí a cada societat i moment històric. La categoria descriu el procés pel qual, en cada societat, s'adjudiquen culturalment diferents capacitats, habilitats, deures i obligacions a les persones en funció del seu sexe. El terme també indica que el gènere actua com a principi d’interpretació i d’ordenació del món (natural i social) en una jerarquia entre gèneres que situa el principi masculí en una posició superior respecte a allò femení, tot estructurant les societats i afavorint l’accés desigual als recursos (materials, ideològics i simbòlics). Per tant, les relacions de poder formen part intrínseca del sistema de gènere.
El gènere també forma part de la identitat personal i inclou aspectes psicològics, corporals, sexuals, i culturals, assignant als individus, rols, expectatives, comportaments i atributs en funció de l’assignació o adscripció de gènere. També la sexualitat és un concepte clau a l’hora de definir el gènere, atès que el matrimoni heterosexual i l’heterosexualitat actuen com a model ideal que forma part del sistema de sexe-gènere a moltes societats. Aquest paradigma és denominat per algunes autores com la ideologia de l’heterosexualitat obligatòria. El gènere, a més, s'articula amb altres desigualtats, com el fenotip o etnicitat, la classe social o la diversitat sexual, de manera que es creen complexos sistemes d’opressió i privilegi que es creuen i se superposen.

Cal exposar la importància de la identitat de gènere, la qual fa referència a la percepció que té l'individu del seu propi gènere. Aquesta percepció del gènere es pot correspondre, o no, amb el sexe biològic de l'individu. També s'ha de tenir en compte, que al tractar-se d'una construcció social, no hi ha motius biològics per especular que el gènere hagi de ser binari, actualment ja s'està normalitzant i visibilitzant la possibilitat d'identitats no binàries que qüestionen el sistema binari que predomina avui.
És diferent del sexe, que és un element biològic, determinat per trets fisiològics (genitals) o genètics (cromosomes Y i X). Així, els conceptes de mascle, femella o intersexual, per exemple, farien referència al sexe d'una persona.
Als anys 70 del segle xx, es va començar a parlar del gènere d'una persona com la construcció dels diferents rols que la societat associa al sexe, definit per la biologia. Es consideraven els efectes socials i psíquics del fet que les femelles fossin femenines i els mascles masculins. Tendien a substituir sistemàticament la paraula sexe per gènere, assumint implícitament que dona equival a feminitat i home a masculinitat.
Tanmateix, a partir dels anys 90 del segle xx, el postmodernisme va fer notar que aquella classificació no tenia en compte les diferents orientacions sexuals ni altres diferències socioculturals i psicològiques. La teoria queer i altres teories delaten que la classificació en dos gèneres és un punt de vista únicament heterosexual i desconstrueixen la noció d'individu de la modernitat: raó universal, subjecte autònom, subjecte unitari, pensament dicotòmic.
Actualment, el transactivisme ha reivindicat entendre el gènere com una qüestió psicològica i no biològica (subjecta al sexe). Alhora, però, es tracta d'un ens de caràcter social que carrega expectatives respecte dels membres individuals de la societat i es transmet per mitjà de la socialització diferencial.